# Fred Troller
Fred Troller (* 12. Dezember 1930 in Zürich; † 11. Oktober 2002 in Rye, New York) war ein schweizerisch-US-amerikanischer Grafikdesigner, Maler und Objektkünstler.

## Leben und Wirken
Fred Troller studierte an der Kunstgewerbeschule Zürich und machte 1950 seinen Abschluss. Anschliessend war er bis 1960 freischaffend als Grafikdesigner in der Schweiz tätig – in den Jahren 1956 bis 1960 in seinem eigenen Designstudio in Zürich. Er arbeitete u. a. für Swissair und den Filmproduzenten Louis de Rochemont. 
1960 übersiedelte Troller nach New York, wo er bis 1966 als Art Director für die Basler Firma Geigy Chemical Corporation (heute Novartis) arbeitete. Nachdem er Geigy verlassen hatte, eröffnete er sein eigenes Designstudio, Troller Associates, in Rye und entwickelte für Firmen neue Corporate-Design-Programme, z. B. für General Electric, American Airlines, Exxon, IBM, Westinghouse und Doubleday. In den 1970er Jahren entwarf er zahlreiche Plakate für American Airlines. 
Trollers Stil zeichnete sich durch die Verwendung geometrischer Formen, serifenloser Schriften, insbesondere der Akzidenz-Grotesk, und leuchtender Farben aus. 
Als Maler und Objektkünstler beteiligte sich Troller ab 1965 regelmässig an Ausstellungen. Oft arbeitete er mit Aluminium oder Plexiglas. 
Troller unterrichtete an Designschulen und Colleges, darunter Cooper Union, School of Visual Arts New York, Philadelphia College of Art, Ohio State University und Rhode Island School of Design.
1995 zeigte die Georgia State University die Ausstellung Troller Retrospective: 30 Years of Graphic Design. 
Ausgezeichnet wurde Troller u. a. vom American Institute of Graphic Arts, vom New York Art Directors Club und New York Type Directors Club und von der Society of Typographic Arts.
Werke von Fred Troller finden sich in folgenden Sammlungen:
- American Institute of Graphic Arts Design
- Herb Lubalin Study Center of Design and Typography
- Fred Troller Collection, Milton Glaser Design Study Center and Archives[3]
- Cary Graphic Arts Collection, Rochester Institute of Technology[4]
- Museum für Gestaltung Zürich